# Limperger Zsolt
Limperger Zsolt (Pápa, 1968. szeptember 13. –) válogatott labdarúgó, hátvéd, középpályás.

## Pályafutása

### A válogatottban
1989 és 1992 között 22 alkalommal szerepelt a válogatottban és egy gólt szerzett. Háromszoros ifjúsági válogatott (1985).

## Sikerei, díjai
- Magyar bajnokság
  - 2.: 1988–89, 1990–91, 1997–98
  - 3.: 1989–90, 1996–97
- Magyar kupa
  - győztes: 1991
  - döntős: 1986, 1989, 1990

- Golden Gate-díjas: 1988–89, 1990–91

## Statisztika

### Mérkőzései a válogatottban
| Magyarország | Magyarország         | Magyarország                      | Magyarország   | Magyarország | Magyarország     | Magyarország | Magyarország | Magyarország |
| #            | Dátum                | Helyszín                          | Hazai          | Eredmény     | Vendég           | Kiírás       | Gólok        | Esemény      |
| ------------ | -------------------- | --------------------------------- | -------------- | ------------ | ---------------- | ------------ | ------------ | ------------ |
| 1.           | 1989. szeptember 6.  | Belfast, Windsor Park             | Észak-Írország | 1 – 2        | Magyarország     | vb-selejtező | -            |              |
| 2.           | 1989. október 25.    | Budapest, Népstadion              | Magyarország   | 1 – 1        | Görögország      | barátságos   | -            |              |
| 3.           | 1990. március 20.    | Budapest, Üllői úti Stadion       | Magyarország   | 2 – 0        | Egyesült Államok | barátságos   | 1            | 72'          |
| 4.           | 1990. március 28.    | Budapest, Népstadion              | Magyarország   | 1 – 3        | Franciaország    | barátságos   | -            |              |
| 5.           | 1990. április 11.    | Salzburg, Lehen Stadion           | Ausztria       | 3 – 0        | Magyarország     | barátságos   | -            |              |
| 6.           | 1990. szeptember 5.  | Budapest, Megyeri úti Stadion     | Magyarország   | 4 – 1        | Törökország      | barátságos   | -            |              |
| 7.           | 1990. szeptember 12. | London, Wembley Stadion           | Anglia         | 1 – 0        | Magyarország     | barátságos   | -            |              |
| 8.           | 1990. október 10.    | Bergen, Brann Stadion             | Norvégia       | 0 – 0        | Magyarország     | Eb-selejtező | -            |              |
| 9.           | 1990. október 17.    | Budapest, Népstadion              | Magyarország   | 1 – 1        | Olaszország      | Eb-selejtező | -            |              |
| 10.          | 1990. október 31.    | Budapest, Hungária körúti Stadion | Magyarország   | 4 – 2        | Ciprus           | Eb-selejtező | -            |              |
| 11.          | 1991. január 17.     | Chandrasekharah, Nair Stadion     | India          | 1 – 2        | Magyarország     | Nehru-kupa   | -            |              |
| 12.          | 1991. március 27.    | Santander, Sardinero Stadion      | Spanyolország  | 2 – 4        | Magyarország     | barátságos   | -            |              |
| 13.          | 1991. április 3.     | Limassol                          | Ciprus         | 0 – 2        | Magyarország     | Eb-selejtező | -            |              |
| 14.          | 1991. április 17.    | Budapest, Népstadion              | Magyarország   | 0 – 1        | Szovjetunió      | Eb-selejtező | -            |              |
| 15.          | 1991. május 1.       | Salerno, Arechi Stadion           | Olaszország    | 3 – 1        | Magyarország     | Eb-selejtező | -            |              |
| 16.          | 1991. szeptember 25. | Moszkva, Luzsnyiki Stadion        | Szovjetunió    | 2 – 2        | Magyarország     | Eb-selejtező | -            |              |
| 17.          | 1992. április 29.    | Ungvár                            | Ukrajna        | 1 – 3        | Magyarország     | barátságos   | -            | 60'          |
| 18.          | 1992. május 12.      | Budapest, Népstadion              | Magyarország   | 0 – 1        | Anglia           | barátságos   | -            |              |
| 19.          | 1992. június 3.      | Budapest, Népstadion              | Magyarország   | 1 – 2        | Izland           | vb-selejtező | -            |              |
| 20.          | 1992. augusztus 26.  | Nyíregyháza, Városi Stadion       | Magyarország   | 2 – 1        | Ukrajna          | barátságos   | -            | 81'          |
| 21.          | 1992. szeptember 9.  | Luxembourg, Municipal Stadion     | Luxemburg      | 0 – 3        | Magyarország     | vb-selejtező | -            | 65'          |
| 22.          | 1992. november 11.   | Szaloniki, PAOK Stadion           | Görögország    | 0 – 0        | Magyarország     | vb-selejtező | -            |              |
|              | Összesen             |                                   |                | 22           | mérkőzés         |              | 1            | gól          |